# میرکو پاولیچویچ
میرکو پاولیچویچ (کرواتی: Mirko Pavličević؛ زادهٔ ۱۷ اکتبر ۱۹۶۵) بازیکن فوتبال اهل کرواسی بود.
از باشگاه‌هایی که در آن بازی کرده‌است می‌توان به باشگاه فوتبال اوسیک اشاره کرد.
وی همچنین در تیم ملی فوتبال کرواسی بازی کرده‌است.